# Henriette Bùi Quang Chiêu
Henriette Bùi Quang Chiêu, född 1906, död 2012, var en vietnamesisk läkare. Hon blev 1934 den första kvinnliga läkaren i Vietnam.